# Ramon Sotillos Grau
Ramon Sotillos Grau   (Barcelona, 1900 - valor desconegut) fou un futbolista català de la dècada de 1920.

## Trajectòria
La temporada 1917-18 fou jugador del FC Barcelona, amb qui disputà quatre partits amistosos, però no d'oficials. El 1918 ingressà al CE Europa on jugà tres temporades. A continuació jugà una temporada al RCD Espanyol. L'estiu de 1922 esdevingué jugador de la UE Sants, on jugà mitja temporada, perquè a finals d'any marxà al Llevant UE. Passà pel CE Júpiter el 1923-24, i a continuació jugà breument al RCD Espanyol, per passar immediatament al Gimnàstic de Tarragona. Els seus darrers anys als camps de futbol els passà fora de Catalunya, a l'Imperio de Madrid i Zaragoza CD.